# Scott Twine
Scott Edward Twine (Swindon, 14 luglio 1999) è un calciatore inglese, centrocampista del Bristol City.

## Caratteristiche tecniche
Di ruolo trequartista, può giocare anche come esterno d'attacco.

## Carriera
Twine è cresciuto nel settore giovanile dello Swindon Town, con cui ha firmato il primo contratto professionistico il 9 marzo 2017. Ha debuttato in prima squadra il 30 aprile seguente, nell'incontro di Football League One perso 3-0 contro il Charlton. L'8 settembre 2017 è stato ceduto in prestito per tre mesi al Chippenham Town, accordo in seguito prolungato fino al termine della stagione salvo venire richiamato nel mese di marzo.
Il 10 novembre 2018 ha segnato il suo primo gol con i biancorossi nell'incontro di FA Cup vinto 2-1 contro lo York City ed il 12 febbraio 2019 ha prolungato il contratto per poi passare in prestito al Waterford il giorno successivo. Il 31 gennaio 2020 ha fatto ritornoa al Chippenham fino al termine della stagione ed il 2 settembre seguente, sempre in prestito, è passato al Newport County, per poi venire richiamato nel successivo mercato invernale.
L'8 giugno 2021 ha rifiutato il rinnovo del contratto con i Robins ed è passato a parametro zero al 
MK Dons, con cui ha firmato un contratto a lungo termine. Divenuto fin da subito titolare inamovibile, ha concluso la stagione realizzando 20 gol e fornendo 13 assist, numeri che gli sono valsi il premio di miglior giocatore della Football League One oltre all'inserimento nella squadra ideale del campionato appena concluso e nella squadra ideale della PFA.
Il 26 giugno 2022 è stato acquistato dal Burnley, con cui ha firmato un quadriennale. Ha debuttato in Championship il 29 luglio seguente nell'incontro vinto 1-0 contro l'Huddersfield Town ed ha segnato il suo primo gol il 20 gennaio contro il West Bromwich decidendo il match nei minuti finali. Il 17 agosto 2023 è stato ceduto in prestito all'Hull City, ma il 15 gennaio 2024 è stato richiamato e girato con la stessa formula al Bristol City per i restanti sei mesi di stagione.
Il 16 agosto è passato definitivamente al Bristol City.

## Statistiche

### Presenze e reti nei club
Statistiche aggiornate al 15 novembre 2024.
| Stagione              | Squadra               | Campionato            | Campionato | Campionato | Coppe nazionali | Coppe nazionali | Coppe nazionali | Coppe continentali | Coppe continentali | Coppe continentali | Altre coppe | Altre coppe | Altre coppe | Totale | Totale | Totale |
| Stagione              | Squadra               | Comp                  | Pres       | Reti       | Comp            | Pres            | Reti            | Comp               | Pres               | Reti               | Comp        | Pres        | Reti        | Pres   | Reti   |        |
| --------------------- | --------------------- | --------------------- | ---------- | ---------- | --------------- | --------------- | --------------- | ------------------ | ------------------ | ------------------ | ----------- | ----------- | ----------- | ------ | ------ | ------ |
| 2016-2017             | Swindon Town          | FL1                   | 1          | 0          | FACup+CdL       | 0               | 0               | -                  | -                  | -                  | FLT         | 0           | 0           | 1      | 0      |        |
| 2017-mar. 2018        | Chippenham Town       | NLS                   | 15         | 4          | FACup           | 0               | 0               | -                  | -                  | -                  | FAT         | 0           | 0           | 15     | 4      |        |
| mar.-giu. 2018        | Swindon Town          | FL2                   | 4          | 0          | FACup+CdL       | 0               | 0               | -                  | -                  | -                  | FLT         | 0           | 0           | 4      | 0      |        |
| 2018-gen. 2019        | Swindon Town          | FL2                   | 14         | 1          | FACup+CdL       | 2+0             | 1+0             | -                  | -                  | -                  | FLT         | 3           | 0           | 19     | 2      |        |
| 2019                  | Waterford United      | PD                    | 14         | 1          | CI+CdL          | 0+1             | 0               | -                  | -                  | -                  | -           | -           | -           | 15     | 1      |        |
| 2019-gen. 2020        | Swindon Town          | FL2                   | 6          | 0          | FACup+CdL       | 1+1             | 0               | -                  | -                  | -                  | FLT         | 2           | 0           | 10     | 0      |        |
| gen.-giu. 2020        | Chippenham Town       | NLS                   | 8          | 6          | FACup           | 0               | 0               | -                  | -                  | -                  | FAT         | 0           | 0           | 8      | 6      |        |
| Totale Cippenham Town | Totale Cippenham Town | Totale Cippenham Town | 23         | 10         |                 | 0               | 0               |                    | -                  | -                  |             | -           | -           | 23     | 10     |        |
| 2020-gen. 2021        | Newport County        | FL2                   | 19         | 6          | FACup+CdL       | 1+3             | 0+1             | -                  | -                  | -                  | FLT         | 1           | 0           | 24     | 7      |        |
| gen.-giu. 2021        | Swindon Town          | FL1                   | 25         | 7          | FACup+CdL       | 0               | 0               | -                  | -                  | -                  | FLT         | 0           | 0           | 25     | 7      |        |
| Totale Swindon Town   | Totale Swindon Town   | Totale Swindon Town   | 50         | 8          |                 | 4               | 1               |                    | -                  | -                  |             | 5           | 0           | 59     | 9      |        |
| 2021-2022             | MK Dons               | FL1                   | 47         | 20         | FACup+CdL       | 2+1             | 0               | -                  | -                  | -                  | FLT         | 0           | 0           | 50     | 20     |        |
| 2022-2023             | Burnley               | FLC                   | 14         | 3          | FACup+CdL       | 3+1             | 0               | -                  | -                  | -                  | -           | -           | -           | 18     | 3      |        |
| 2023-gen. 2024        | Hull City             | FLC                   | 25         | 4          | FACup+CdL       | 1+0             | 0               | -                  | -                  | -                  | -           | -           | -           | 25     | 4      |        |
| gen.-giu. 2024        | Bristol City          | FLC                   | 10         | 2          | FACup+CdL       | 0               | 0               | -                  | -                  | -                  | -           | -           | -           | 10     | 2      |        |
| 2024-2025             | Bristol City          | FLC                   | 14         | 4          | FACup+CdL       | 0               | 0               | -                  | -                  | -                  | -           | -           | -           | 14     | 4      |        |
| Totale Bristol City   | Totale Bristol City   | Totale Bristol City   | 24         | 6          |                 | 0               | 0               |                    | -                  | -                  |             | -           | -           | 24     | 6      |        |
| Totale carriera       | Totale carriera       | Totale carriera       | 216        | 59         |                 | 17              | 2               |                    | -                  | -                  |             | 6           | 0           | 237    | 61     |        |

## Palmarès

### Club

#### Competizioni nazionali
- Campionato inglese di seconda divisione: 1

Burnley: 2022-2023

### Individuale
- Miglior calciatore della Football League One: 1

2021-2022
- Squadra dell'anno di Football League One: 1

2021-2022
- Squadra dell'anno PFA: 1

2021-2022